# 布法洛拉山
46°37′37″N 10°15′01″E / 46.62694°N 10.25028°E
布法洛拉山是瑞士的山峰，位於該國東南部，由格勞賓登州負責管轄，屬於奥特莱斯山的一部分，海拔高度2,630米，每年平均降雨量1,367毫米。